# Isabella Ochichi
Isabella Bosibori Ochichi  (ur. 28 października 1979 w Kisii, prowincja Nyanza) – kenijska lekkoatletka, specjalizująca się w biegach długodystansowych i przełajowych, srebrna medalistka igrzysk olimpijskich z 2004 r. z Aten, w biegu na 5000 metrów. Wielokrotna medalistka mistrzostw świata w biegach przełajowych.

## Finały olimpijskie
- 2004 – Ateny, bieg na 5000 m – srebrny medal

## Inne osiągnięcia
- mistrzostwa świata w biegach przełajowych:
  - 2002 – Dublin – dwa medale, srebrny w drużynie oraz brązowy indywidualnie (oba na krótkim dystansie)
  - 2003 – Lozanna – złoty medal w drużynie (na krótkim dystansie)
  - 2004 – Bruksela – srebrny medal w drużynie (na krótkim dystansie)
  - 2005 – Saint-Étienne – dwa srebrne medale w drużynie (na krótkim oraz długim dystansie) oraz brązowy medal indywidualnie (na krótkim dystansie)
  - 2006 – Fukuoka – srebrny medal w drużynie (na krótkim dystansie)
- mistrzyni Kenii w biegu przełajowym na krótkim dystansie – 2003[1]
- 2001 – Bristol, mistrzostwa świata w półmaratonie – złoty medal w drużynie
- 2003 – Abudża, igrzyska afrykańskie – srebrny medal w biegu na 5000 m[2]
- 2004 – Monako, światowy finał IAAF 2004 – 2. miejsce w biegu na 5000 m
- 2006 – Melbourne, Igrzyska Wspólnoty Narodów – złoty medal w biegu na 5000 m
- 2006 – Bambous, mistrzostwa Afryki – srebrny medal w biegu na 10 000 m
- 2006 – Stuttgart, światowy finał IAAF – 3. miejsce w biegu na 5000 m

## Rekordy życiowe
- bieg na 3000 m – 8:31,32 – Paryż 23/07/2004
- bieg na 5000 m – 14:38,21 – Bruksela 26/08/2005
- bieg na 5 km – 14:53 – Carlsbad 28/03/2004 & 9/04/2006 (rekord Kenii[3])
- bieg na 10 000 m – 31:29,43 – Bambous 13/08/2006
- bieg na 10 km – 30:27 – Nowy Orlean 26/03/2005 (rekord Afryki)
- bieg na 15 km – 47:45 – Zaandam 18/09/2005
- bieg na 10 mil – 51:46 – Zaandam 23/09/2001
- półmaraton – 1:08:38 – Nicea 22/04/2001
- maraton – 2:31:38 – Amsterdam 20/10/2013